# Tramlink
London Trams, também conhecido como Tramlink e Croydon Tramlink, é um sistema de bondes ferroviários leves que serve Croydon e arredores no Sul de Londres, Inglaterra. Começou a operar em 2000, o primeiro sistema de bondes em Londres desde 1952. É de propriedade da London Trams, um braço da Transport for London (TfL), e é operado pela Tram Operations Ltd, uma subsidiária da FirstGroup.
A rede consiste em 39 paradas ao longo de 28 quilômetros (17 mi) de via, em uma mistura de via compartilhada com outro tráfego, via dedicada em vias públicas e via fora da via que consiste em novas faixas de passagem, antigas linhas ferroviárias e uma faixa de passagem onde a linha Tramlink corre paralela a uma linha de terceiro trilho da Network Rail.
As linhas da rede coincidem no centro de Croydon, com os terminais leste em Beckenham Junction, Elmers End e New Addington, e um terminal oeste em Wimbledon, onde há um intercâmbio para o Metrô de Londres. A Tramlink é a quarta rede ferroviária leve mais movimentada do Reino Unido, atrás da Docklands Light Railway, Manchester Metrolink e do Metrô de Newcastle.

## História

### Construção

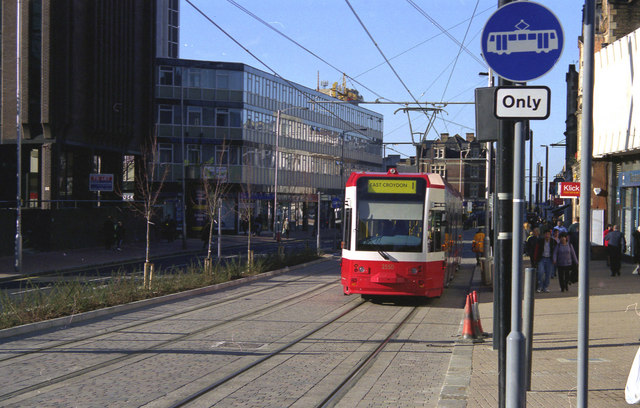
Bonde sobre trilhos indo para East Croydon em outubro de 1999. As carruagens foram pintadas com libré vermelho e branco da London Transport

Em 1990, o Conselho de Croydon da London Regional Transport (LRT) apresentou o projeto ao Parlamento e a Lei Croydon Tramlink Act de 1994 resultou, que deu à LRT o poder de construir e administrar o Tramlink.
Em 1995, quatro consórcios foram selecionados para construir, operar e manter o Tramlink:
- Altram: John Laing, Ansaldo, Serco
- Croydon Connect: Tarmac, AEG, Transdev
- CT Light Rail Group: GEC Alsthom, Mowlem, Wales Water
- Tramtrack Croydon: CentreWest, Royal Bank of Scotland, Sir Robert McAlpine, Amey, Bombardier Transportation

Em 1996, a Tramtrack Croydon (TC) ganhou um contrato de 99 anos da Private Finance Initiative (PFI) para projetar, construir, operar e manter a Tramlink. Os sócios da TC eram Amey (50%), Royal Bank of Scotland (20%), 3i (20%) e Sir Robert McAlpine com Bombardier Transportation contratados para construir e manter os bondes e o FirstGroup operava o serviço. A TC reteve a receita gerada pela Tramlink e a LRT teve que pagar uma compensação à TC por quaisquer alterações nas políticas de tarifas e emissão de bilhetes introduzidas posteriormente.
Um dos fatores que levou à sua criação foi que o bairro londrino de Croydon não possui serviço do Metrô de Londres.

### Linhas anteriores reutilizadas

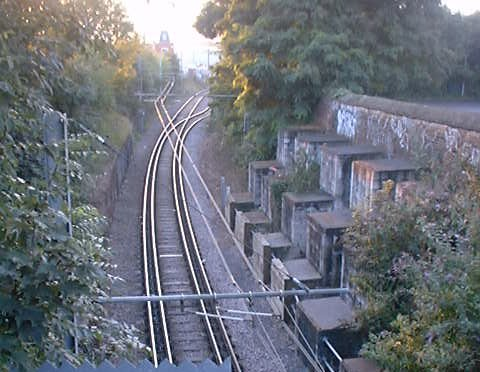
Trilho entrelaçado perto de Mitcham

A Tramlink faz uso de várias linhas da National Rail, paralelas a serviços franqueados ou, em alguns casos, em corredores ferroviários anteriormente abandonados. Entre Birkbeck e Beckenham Junction, a Tramlink usa a Crystal Palace line, operando ao lado dos serviços ferroviários da Southern. A National Rail havia sido escolhida alguns anos antes. De Elmers End a Woodside, a Tramlink segue a antiga linha da British Rail até Woodside onde os prédios das estações antigas estão fora de uso e as plataformas originais foram substituídas por plataformas baixas acessíveis. O Tramlink segue a antiga Woodside and South Croydon Railway (W&SCR) para chegar à atual parada de bonde de Addiscombe, adjacente ao local da estação ferroviária de Bingham Road demolida. Continua ao longo da antiga rota ferroviária até perto de Sandilands, onde o Tramlink se curva acentuadamente em direção à parada de bonde de Sandilands. Outra rota da parada de bonde de Sandilands faz uma curva acentuada na W&SCR antes de passar pelos túneis de Park Hill (ou Sandilands) e até o local da estação ferroviária de Coombe Road após o qual se curva para o outro lado do Lloyd Park.
A Tramlink segue a antiga West Croydon to Wimbledon Line, que foi aberta em 1855 e fechada em 31 de maio de 1997 para permitir a conversão em Tramlink. Nesta seção, de Phipps Bridge a Reeves Corner, a Tramlink segue a Surrey Iron Railway, dando à Tramlink uma reivindicação de um dos mais antigos alinhamentos ferroviários do mundo – Tramway Path ao lado da parada de bonde Mitcham. Uma obstrução parcial próxima a este ponto (reforço a um muro de contenção abaixo de um estacionamento) exigiu o uso de trilhos entrelaçados.
Uma passarela vitoriana ao lado de Waddon New Road foi desmontada para dar lugar ao viaduto sobre a linha ferroviária West Croydon to Sutton. A passarela foi reerguida na estação de Corfe Castle em Swanage Railway (embora algumas evidências sugiram que se tratava de uma passarela semelhante removida do local da estação ferroviária de Merton Park).

### Compra pela Transport for London
Em março de 2008, a TfL anunciou que havia chegado a um acordo para comprar a TC por 98 milhões de libras. A compra foi finalizada em 28 de junho de 2008. Os antecedentes desta compra estão relacionados ao requisito de que a TfL (que assumiu a London Regional Transport em 2000) compensa a TC pelas consequências de quaisquer alterações nas políticas de tarifas e emissão de bilhetes introduzidas desde 1996. Em 2007, esse pagamento foi de £ 4 milhões, com um aumento anual na taxa. O FirstGroup continuará operando o serviço até 2030.
Em outubro de 2008, a TfL introduziu uma nova pintura, usando o azul, branco e verde das rotas nos mapas de TfL, para distinguir os bondes dos ônibus que operam na área. A cor dos carros foi alterada para verde e o nome da marca foi alterado de Croydon Tramlink para simplesmente Tramlink. Essas reformas foram concluídas no início de 2009.

### Paradas

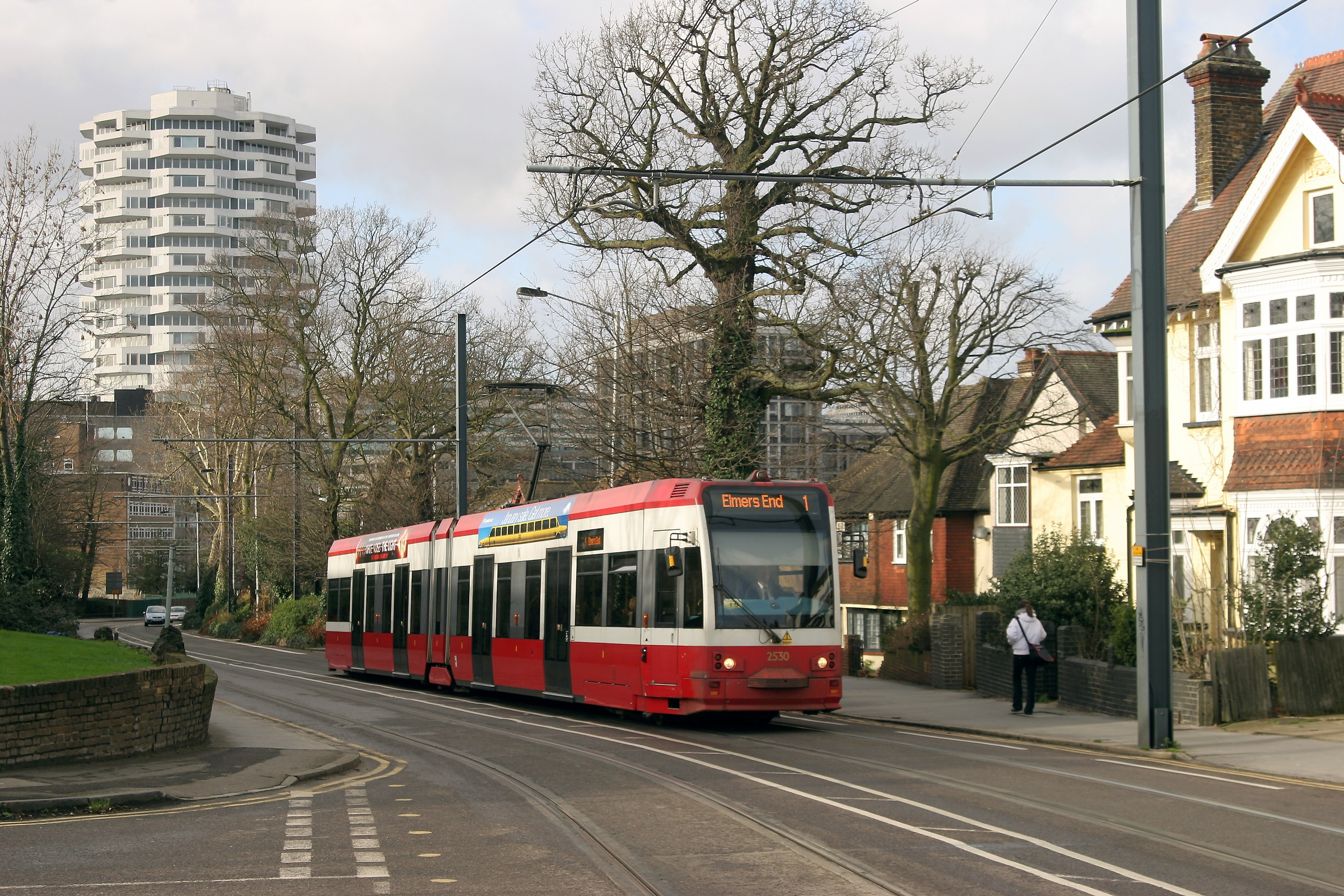
Bonde 2530 deixando Croydon em um serviço Elmers End em 2004

## Sistema atual

### Rotas

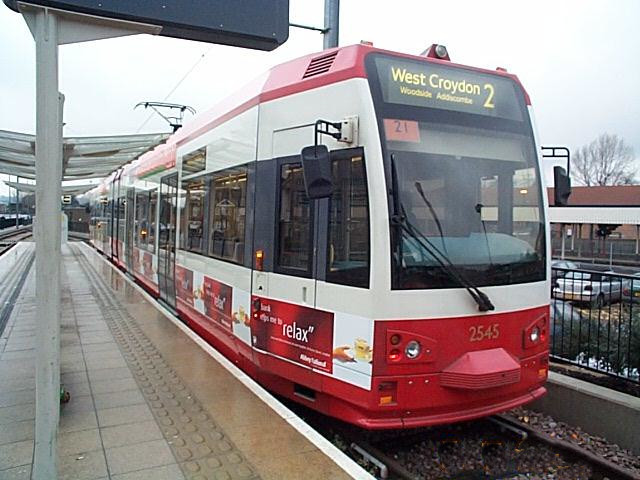
Bonde 2545 com pintura original em Beckenham Junction em 2001.

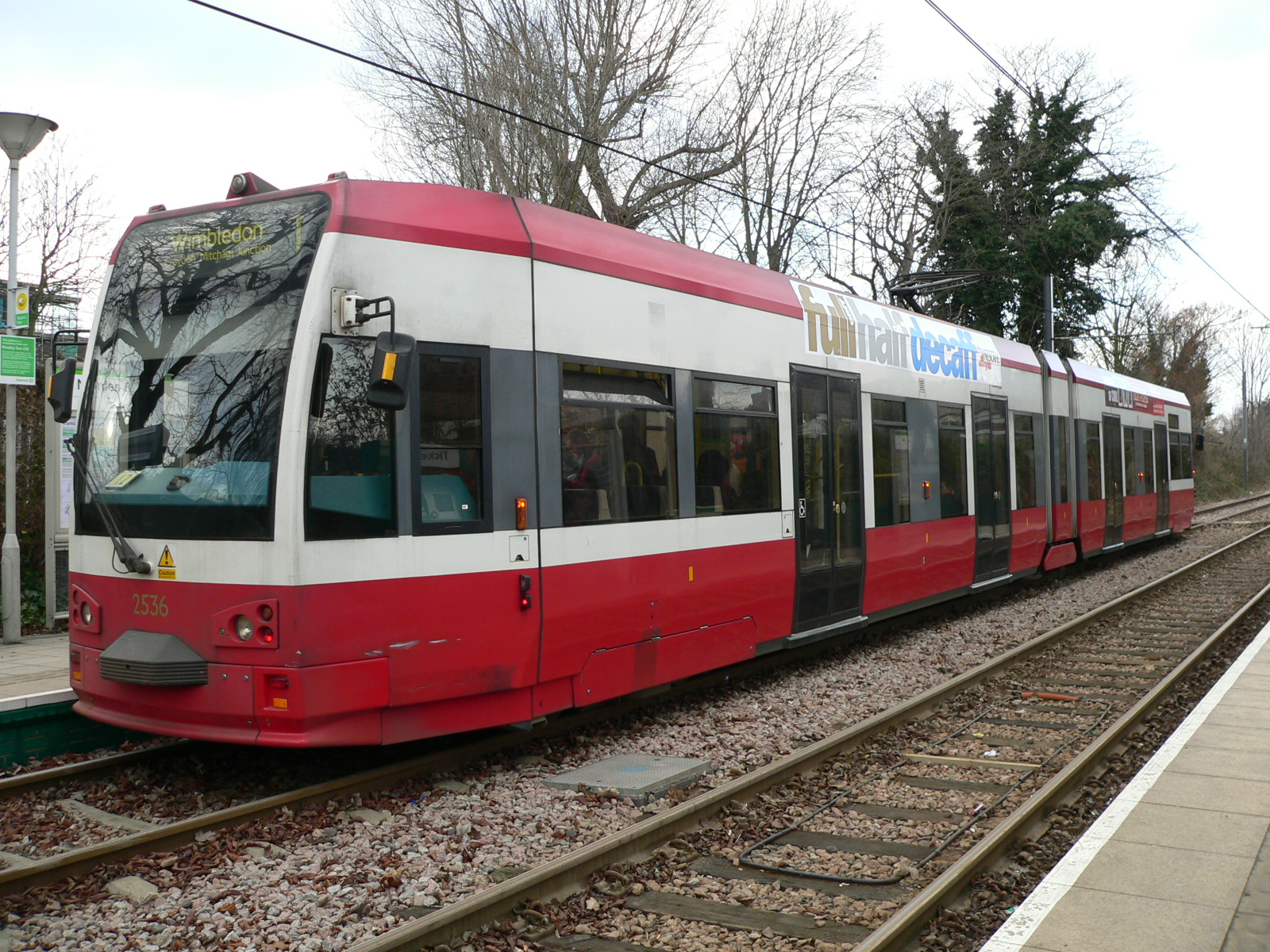
Bonde 2536 na segunda pintura em Morden Road, em direção a Wimbledon em 2006

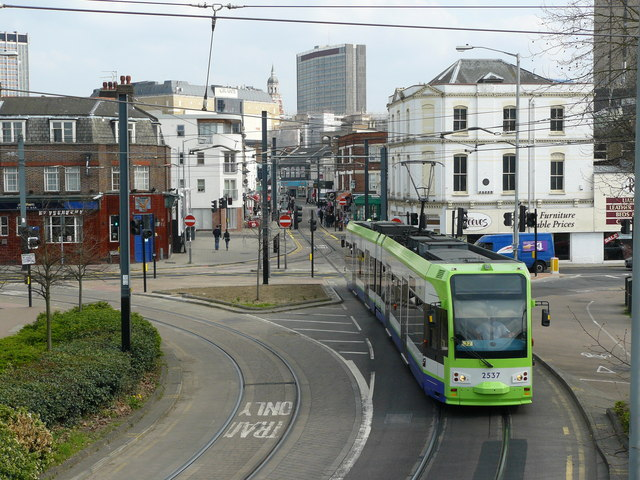
Um bonde saindo de Croydon em direção a Wimbledon, passando por Reeves Corner em 2009.

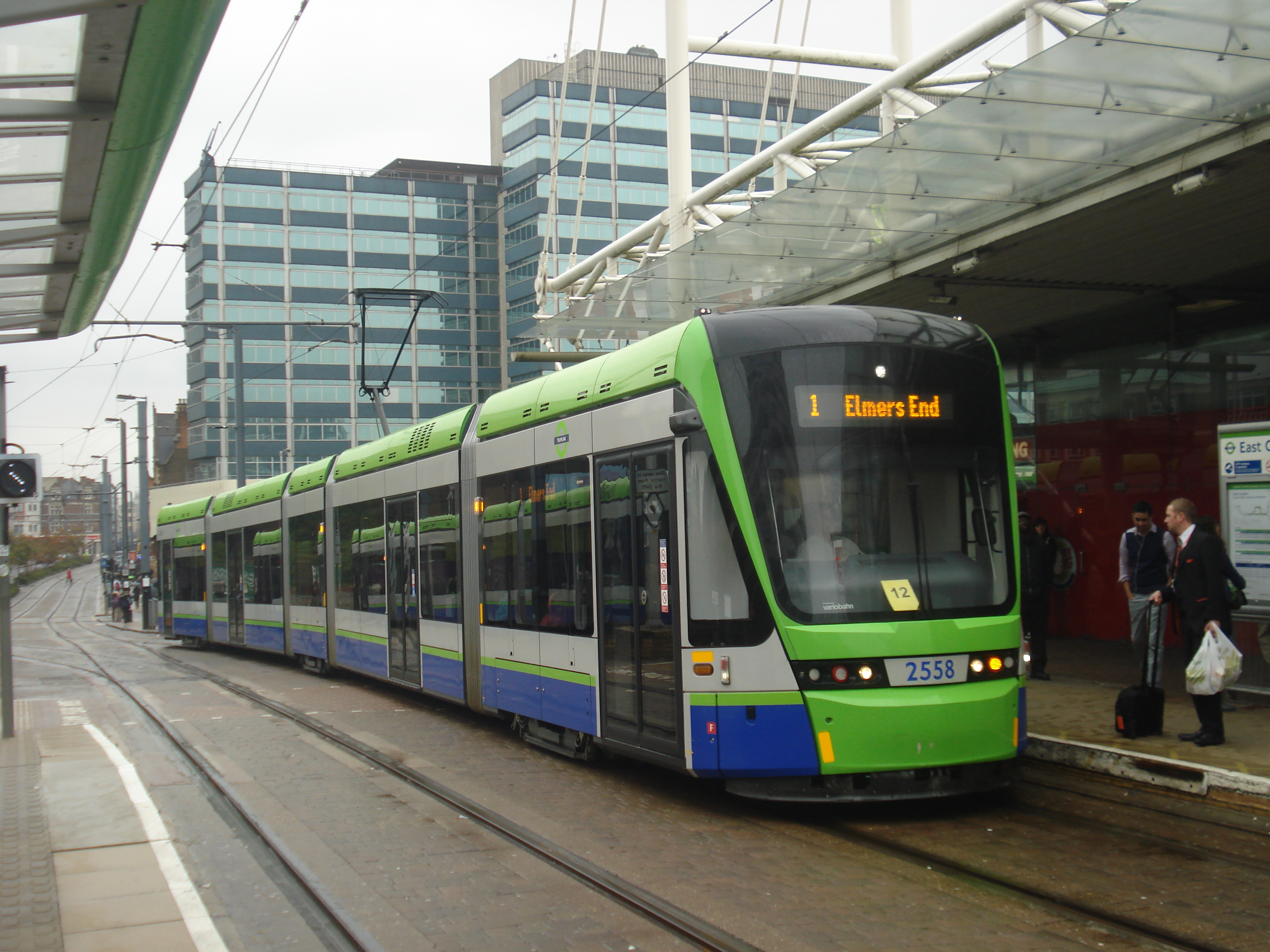
Bonde 2558 em East Croydon em 2013.

O Tramlink é exibido no mapa do metrô principal desde 1 de junho de 2016, tendo aparecido anteriormente apenas no mapa "London Connections".
Quando o Tramlink abriu pela primeira vez, havia três rotas: Linha 1 (amarela) de Wimbledon para Elmers End, Linha 2 (vermelha) de Croydon até Beckenham Junction e Linha 3 (verde) de Croydon para New Addington. Em 23 de julho de 2006, a rede foi reestruturada, com a Rota 1 de Elmers End para Croydon, a Rota 2 de Beckenham Junction para Croydon e a Rota 3 de New Addington para Wimbledon. Em junho de 2012, foi introduzida a Rota 4, de Therapia Lane até Elmers End. Na segunda-feira, 4 de abril de 2016, a Rota 4 foi estendida da Therapia Lane para Wimbledon.
Em 25 de fevereiro de 2018, a rede e os horários foram reestruturados novamente para serviços mais uniformes e confiáveis. Como parte dessa alteração, os bondes não exibiriam mais os números de rota em suas telas de destino da matriz de pontos. Isso resultou em três rotas:
- New Addington para West Croydon, retornando a New Addington a cada 6/7 minutos.
- Wimbledon para Beckenham Junction a cada 10 minutos (a cada 15 minutos aos domingos e tarde da noite)
- Wimbledon para Elmers End a cada 10 minutos (a cada 15 minutos aos domingos e termina em Croydon no final da noite a cada 15 minutos)

Além disso, os dois primeiros bondes de New Addington vão para Wimbledon. No geral, isso resultaria em uma diminuição de 2 tph deixando o Elmers End, resultando em uma redução de 25% na capacidade aqui e 14% na área de Addiscombe. No entanto, isso também regularia os tempos de espera nessa área e na filial de Wimbledon a cada 5 minutos, a cada 2 a 7 minutos.
| Wimbledon Faz Elmers End |
| --- |
| - Terminal: Elmers End Predefinição:Rail-interchange - Arena - Woodside - Blackhorse Lane - Addiscombe - Sandilands - Lebanon Road - East Croydon Predefinição:Rail-interchange <br />Predefinição:Rail-interchange Trens para Gatwick e Luton - George Street - Church Street - Wandle Park - Waddon Marsh (para Purley Way Retail Park) - Ampere Way (para Valley Retail Park) - Therapia Lane - Beddington Lane - Mitcham Junction Predefinição:Rail-interchange - Mitcham - Belgrave Pathway - Phipps Bridge - Morden Road - Merton Park - Dundonald Road - Wimbledon Predefinição:Rail-interchange Depois, de volta ao Wandle Park - Reeves Corner - Centrale - West Croydon Predefinição:Rail-interchange - Wellesley Road Depois, para East Croydon e de volta para Elmers End |

| Wimbledon Faz Beckenham Junction |
| --- |
| - Terminal: Beckenham Junction Predefinição:Rail-interchange - Beckenham Road - Avenue Road - Birkbeck Predefinição:Rail-interchange - Harrington Road - Arena - Woodside - Blackhorse Lane - Addiscombe - Sandilands - Lebanon Road - East Croydon Predefinição:Rail-interchange <br />Predefinição:Rail-interchange Trens para Gatwick e Luton - George Street - Church Street - Wandle Park - Waddon Marsh (para parques de varejo Purley Way ) - Ampere Way (para o parque de varejo Valley Park) - Therapia Lane - Beddington Lane - Mitcham Junction Predefinição:Rail-interchange - Mitcham - Belgrave Pathway - Phipps Bridge - Morden Road - Merton Park - Dundonald Road - Wimbledon Predefinição:Rail-interchange Depois, de volta ao Wandle Park - Reeves Corner - Centrale - West Croydon Predefinição:Rail-interchange - Wellesley Road Depois, para East Croydon e de volta para Beckenham Junction |

| New Addington Faz West Croydon |
| --- |
| - Terminal: New Addington - King Henry's Drive - Fieldway - Addington Village - Gravel Hill - Coombe Lane - Lloyd Park - Sandilands - Lebanon Road - East Croydon Predefinição:Rail-interchange <br />Predefinição:Rail-interchange Trens para Gatwick e Luton - George Street - Church Street - Centrale - West Croydon Predefinição:Rail-interchange - Wellesley Road Depois, para East Croydon e de volta para New Addington |

## Material rodante

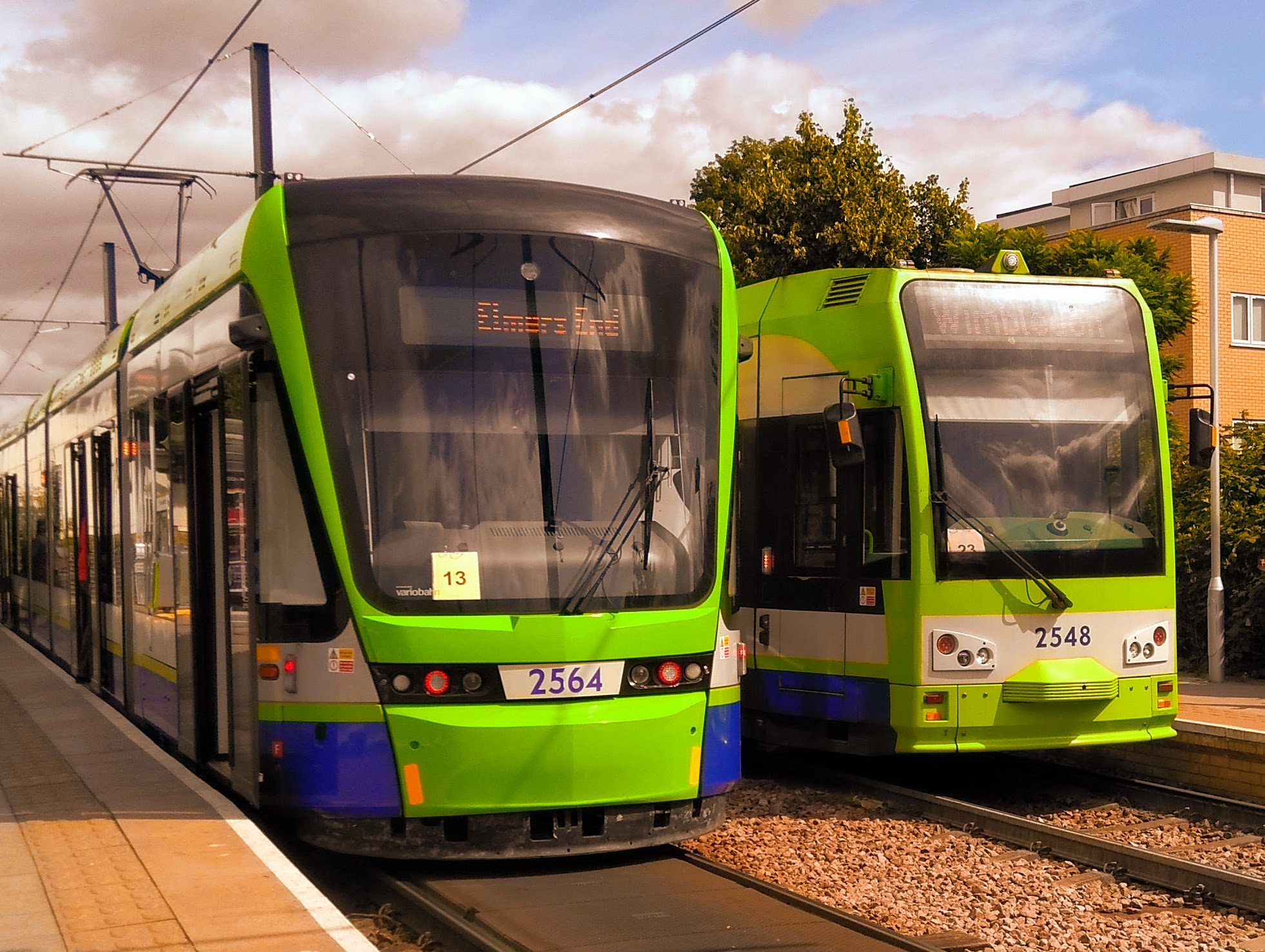
Variobahn e CR4000 parados em Sandilands

| Classe            | Imagem | Velocidade máxima | Velocidade máxima | Número    | Construção | Números da Frota |
| Classe            | Imagem | mph               | km / h            | Número    | Construção | Números da Frota |
| ----------------- | ------ | ----------------- | ----------------- | --------- | ---------- | ---------------- |
| Bombardier CR4000 |        | 50.               | 80                | 24        | 1998-2000  | 2530-2553        |
|                   |        |                   |                   |           |            |                  |
| Croydon Variobahn |        | 50.               | 80                | 6         | 2011–2012  | 2554-2559        |
| Croydon Variobahn | 6      | 50.               | 80                | 2014-2016 | 2560-2565  |                  |

## Futuros desenvolvimentos

### Trams 2030
Em novembro de 2014, um plano de 15 anos para atualizações no sistema de bonde para aumentar bastante a capacidade da rede, de acordo com um aumento esperado no número de passageiros para 60 milhões de passageiros até 2031. Os planos aliviariam a superlotação e melhorariam a confiabilidade em todas as linhas, apoiariam o crescimento da habitação (conforme estabelecido no Plano de Londres) e apoiariam programas de regeneração no centro metropolitano de Croydon (como Croydon Vision 2020, Croydon Opportunity Area, e Westfield Croydon); além disso, as atualizações buscam a prova de futuro para o Crossrail 2, possível extensão da linha Bakerloo ao leste da rede e extensões à própria rede de bondes. Os planos envolvem rastreamento duplo na rede e introdução de malhas de desvio em ambos os lados de Croydon, permitindo uma frequência mais alta de bondes nas quatro filiais da rede sem aumentar o congestionamento no centro metropolitano de Croydon; o programa de investimento de £ 737 milhões deve ser financiado parcialmente pela Croydon Growth Zone, pelo Plano de Negócios da TfL, pelas taxas habitacionais e pelos respectivos distritos, bem como parcialmente pelos desenvolvedores afetados. Os planos são descritos em três fases, consistindo em seis resultados:

#### Fase A
Para apoiar os desenvolvimentos em Croydon, foi proposta a construção de um circuito de desvio em East Croydon na Dingwall Road. Esse circuito percorreria a Dingwall Road ao lado do empreendimento Ruskin Square, ligaria em uma nova parada na Lansdowne Road e retornaria ao circuito Croydon antes da parada na Wellesley Road (reformada para acomodar mais passageiros); os serviços originários de New Addington alternariam entre usar o circuito principal Croydon e esse circuito antes de retornar a New Addington, embora os serviços ao redor do circuito Croydon possam ser eliminados. O objetivo disso é aumentar o número de serviços, tanto no circuito de Croydon quanto em Wimbledon, originário de Elmers End, para atender à demanda; Para acomodar esse aumento nos serviços, é necessário o rastreamento duplo da linha após a Arena e a construção de uma segunda plataforma em Elmers End.  Isso está totalmente comprometido, parcialmente financiado pela TfL e parcialmente pela Parceria de Croydon com Westfield e Hammerson, com a construção iniciada em 2017 e concluída até 2020. No entanto, no pedido final de planejamento do plano diretor aprovado pelo Conselho Croydon e pelo prefeito de Londres, o compromisso da Parceria Croydon de financiar parcialmente o ciclo foi retirado, levando o TfL e o Conselho Croydon a revisar a acessibilidade econômica do esquema. Em maio de 2018, foi anunciado que um terço do custo das melhorias do Elmers End seria financiado pelo TfL Growth Fund, com as obras propostas para começar no final do ano.

#### Fase B
Um aumento da capacidade a oeste do centro de Croydon poderia apoiar o crescimento da habitação em áreas industriais e comerciais na área de Wandle Valley; isso poderia ajudar a financiar os esquemas através de uma taxa habitacional, embora isso exija mudanças na alocação de planejamento dos conselhos de Croydon e Sutton. Para conseguir isso, o rastreamento duplo entre Beddington Lane e Mitcham Junction e uma segunda plataforma em Wimbledon foram concluídas em novembro de 2015, permitindo um aumento inicial de 50% na capacidade quando a rede foi estendida para Wimbledon. Para aumentar ainda mais a capacidade em ~ 150%, propõe-se que uma série de gargalos sejam resolvidos ou evitados: além do rastreamento duplo da linha na Phipps Bridge e no Wandle Flyover (entre o Reeves Corner e o Wandle Park), uma nova rota foi proposto entre um dente reto em South Wimbledon ou Colliers Wood e um circuito reverso em Old Town, Croydon, para evitar restrições na estação de Wimbledon e em Croydon. Essa linha poderia fornecer conexões com a Área de Intensificação de South Wimbledon/Colliers Wood e a Northern Line, bem como apoiar conexões com a proposta South London Metro em Mitcham Junction e West Croydon. O novo serviço poderia inicialmente funcionar entre Morden Road e Croydon antes de ser estendido ao novo estímulo. Novas paradas seriam construídas em South Wimbledon/Colliers Wood e em Old Town (inicialmente proposta como Frith Road), além de uma plataforma adicional em Reeves Corner para serviços a oeste. Esse plano pode estar em serviço até 2023.

#### Fase C
Um aumento de 25% na capacidade pode ser alcançado com a introdução de outro ciclo de passagem na filial de Beckenham Junction; os serviços extras poderiam ser alimentados pelo centro de Croydon ou pelo Dingwall Loop; isso pode estar em vigor em 2027. Além disso, se for necessária capacidade extra, as paradas de bonde poderão ser prolongadas para servir bondes mais longos ou dois bondes acoplados em serviços entre Wimbledon e Beckenham Junction ou Elmers End; no entanto, as despesas necessárias e os problemas decorrentes de paradas maiores no centro de Croydon podem impedir isso. Isso estaria em vigor em 2029.

#### Outros desenvolvimentos
Esses desenvolvimentos podem aumentar a frota de 30 para 80 bondes (dependendo do uso de bondes mais longos ou bondes). Como tal, também é necessário um aumento na capacidade de depósito e estabilidade em todo o plano de 15 anos; uma ampliação do local atual de Therapia Lane, bem como locais próximos às paradas de bonde Elmers End e Harrington Road foram selecionados. Além disso, os planos de aumento de capacidade em Wimbledon são suportados a longo prazo com o redesenho da estação como parte dos planos do Crossrail 2 e em East Croydon como parte dos planos para uma atualização da Brighton Main Line. O plano também foi projetado para acomodar o objetivo de longo prazo de estender os serviços ao Crystal Palace.

### Sutton para Wimbledon (Sutton Link)
A única extensão Tramlink ativamente adotada pela Prefeitura de Londres e pela TfL, a partir de 2018, é uma nova linha entre Sutton e Wimbledon. Dependendo da rota escolhida, isso poderia apoiar as Áreas de Oportunidade em Wimbledon e Sutton, a Área para intensificação de South Wimbledon/Colliers Wood , a Zona de Habitação de Morden e a intensificação ao longo da rota em Rose Hill. A extensão visa apoiar a entrega de pelo menos 10.000 casas e milhares de empregos. Também foi proposta uma extensão adicional ao novo London Cancer Hub, no mesmo local do Hospital Royal Marsden e do Institute of Cancer Research em Belmont, como parte de longo prazo do desenvolvimento.
No plano de infraestrutura de Londres 2050, uma extensão do Tramlink para Sutton recebeu uma prioridade média com uma escala de tempo de 2030.
| #   | Terminal Norte                   | Rota |
| --- | -------------------------------- | --- |
| 1 1 | Estação de metrô South Wimbledon | Da estação de metrô South Wimbledon, ao longo da Morden Road (A24), troque com a parada de bonde Morden Road, passando por Morden (300 m da estação de metrô Morden, passando por Rose Hill e St. Helier, siga o Sutton Gyratory |
| 2   | Estação de metrô Colliers Wood   | Da estação de metrô Colliers Wood, ao longo da Church Road, troque com a parada de bonde Belgrave Walk, pela Morden Road (A239), passando por Rose Hill e St. Helier, seguindo pela rodovia Sutton                               |
| 3   | Wimbledon                        | Ao longo da Sutton Loop Line de Wimbledon, desvia da linha na Collingwood Road antes de West Sutton, segue a região giratória de Sutton                                                                                          |

Foi proposto que as rotas 1 ou 2 custariam 425 milhões de libras como uma linha de bonde segregada, mas também poderiam ser entregues a 275 milhões de libras como uma rota de corredor de ônibus (BRT). Além disso, ambas as rotas 1 e 2 tinham potencial para uma ligação direta entre a estação de Wimbledon (com a rota 2 a rota mais fácil) e um circuito em potencial para uma conexão direta com o Hospital St. Helier. A Rota 3, no entanto, foi proposta apenas para ser entregue como uma rota de bonde a £300m, com os serviços da Thameslink terminando em West Sutton e Wimbledon. Os serviços nas estações intermediárias, no entanto, seriam mais frequentes como serviço de bonde do que atualmente. O trabalho poderia começar em 2022, com o objetivo de ser concluído em 2025. Os serviços para Wimbledon, independentemente da rota, seriam adiados por vários anos para coordenar as obras do Crossrail 2, devido à baixa capacidade nas plataformas de bonde na estação e para limitar a interrupção.

### Extensões projetadas
| Extensão                                              | Rota |
| ----------------------------------------------------- | --- |
| Sutton Town Centre - Wimbledon                        | Pela St. Helier, Morden e Morden Road (incluindo via St. Helier Hospital e rotas diretas e variantes de roteamento no Sutton Town Center) |
| Sutton - Tooting                                      | Através de St Helier e Mitcham (incluindo variantes de roteamento via Mitcham Junction e direta)                                          |
| Mitcham Junction - Mitcham Town Centre                | Através do Mitcham Common |
| Central Croydon - Coulsdon                            | Através de Purley, Purley Station e poderia envolver um esquema de Park and Ride                                                          |
| Central Croydon - Brixton                             | Através de Thornton Heath, Norbury, Streatham e Streatham Hill, além do Hospital Mayday passado                                           |
| Harrington Road / Beckenham Junction - Crystal Palace | Várias opções de rota, incluindo (abaixo)                                                                                                 |

- de Harrington Road e Birkbeck
  - Crystal Palace
- de Church Street e Wellesey Road
  - South Croydon
  - Purley
- de Reeves Corner e West Croydon
  - Thornton Heath Pond
  - Norbury

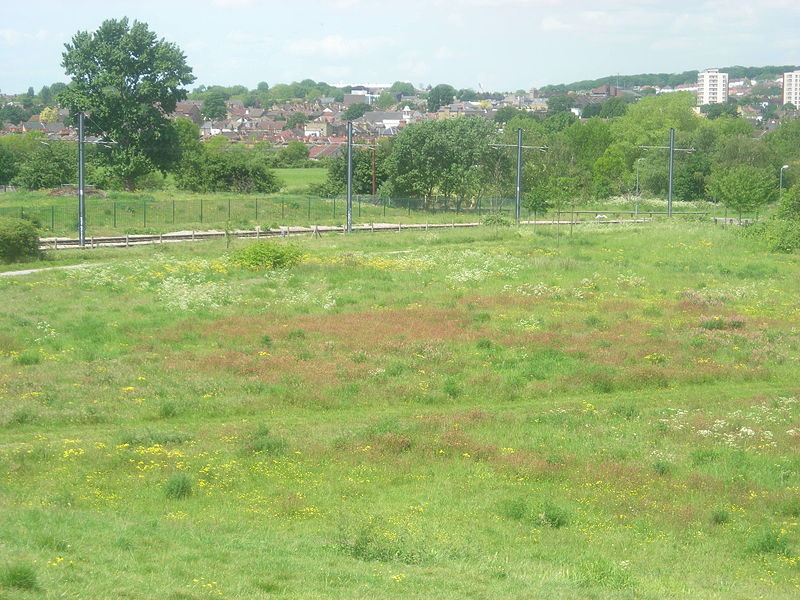
Linhas de trem através de South Norwood Country Park

  - Streatham (conexão com Thameslink)
  - Streatham Hill (conexão com a Southern)
  - Brixton (conexão com a linha Victoria)
- de Wimbledon (segue Thameslink para Sutton)
  - Wimbledon Chase
  - South Merton
  - Morden South
  - St. Helier
  - Sutton Common
  - West Sutton
  - Sutton
  - Mitcham (cruzamento na parada atual)
  - Tooting (conexão com Thameslink)
  - Tooting Broadway (conexão com a Northern line e o futuro Crossrail 2)

Outras propostas de extensão incluem Lewisham, centro da cidade de Bromley, Biggin Hill Airport / Village e um estímulo/circuito local para penetrar ainda mais no parque industrial/varejista de Purley Way.
Começando no oeste, existem dois corredores no centro da cidade de Sutton. O primeiro, principalmente entre Wimbledon e Sutton, estava em exibição antes mesmo da abertura da Tramlink: os bondes foram entregues com isso como "linha 4" nas persianas de destino.